# پرودوآ
پرودوآ به معنی دومین تولیدکننده خصوصی محدود خودرو (به مالایی PERusahaan Otomobil KeDUA Sendirian Berhad) بزرگترین خودروساز مالزی است و پس از آن پروتون قرار دارد. این شرکت در سال ۱۹۹۳ تأسیس شد و نخستین محصول خود را با نام پرودوآ کنسیل در اواخر سال ۱۹۹۴ تولید و عرضه کرد.
محصولات پرودوآ علاوه بر بریتانیا و سنگاپور در تیراژی پایین‌تر به کشورهای موریس، برونئی، سری لانکا، قبرس، مالت، مصر، نیجریه، سنگال، لبنان، قطر، عربستان سعودی، سوریه، نپال و فیجی صادر و از طریق نمایندگی‌های محلی عرضه می‌شود.
این شرکت تولیدکننده و یکی از سهامداران عمده شرکت دایهاتسو ژاپن است.

## نگارخانه

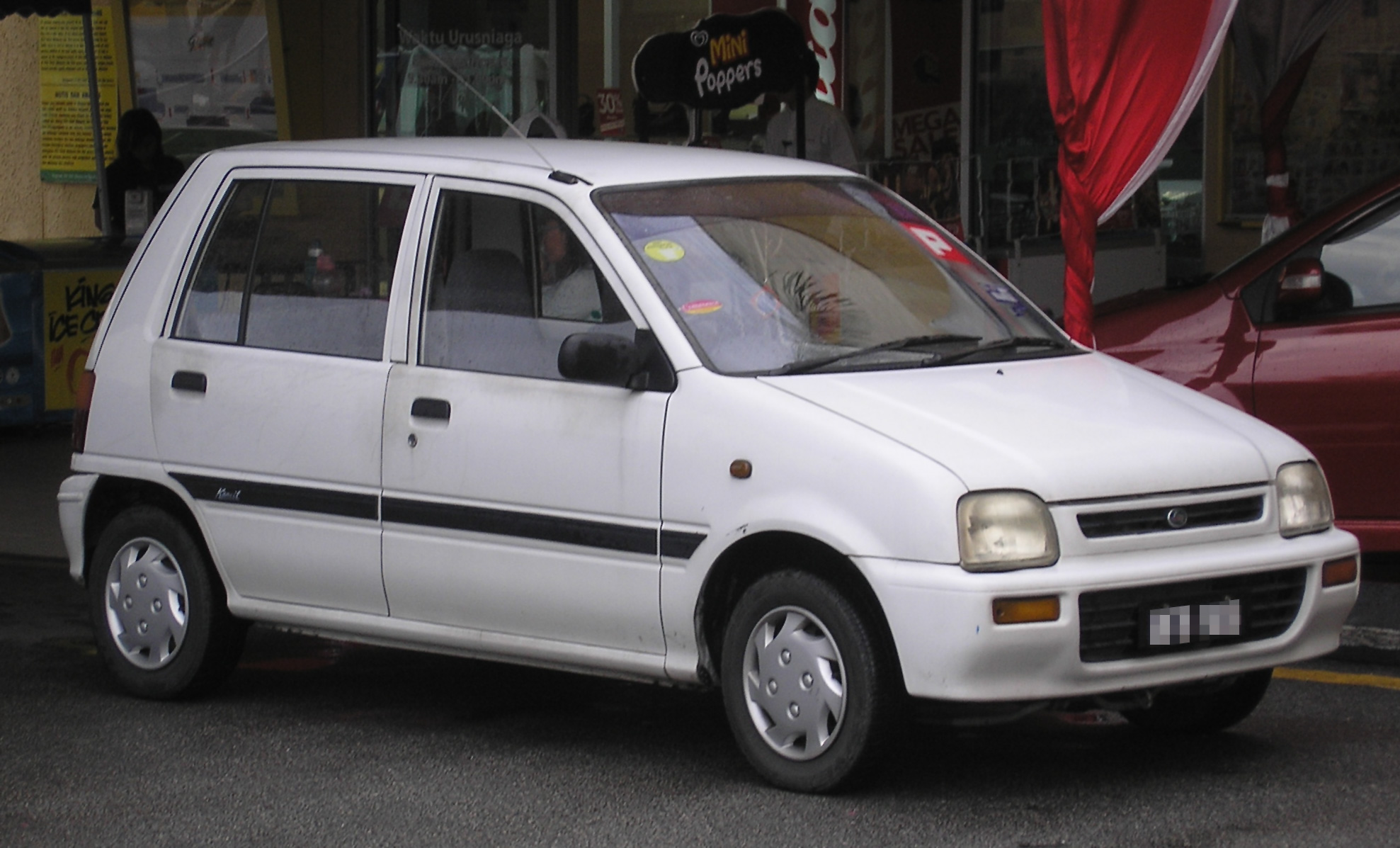
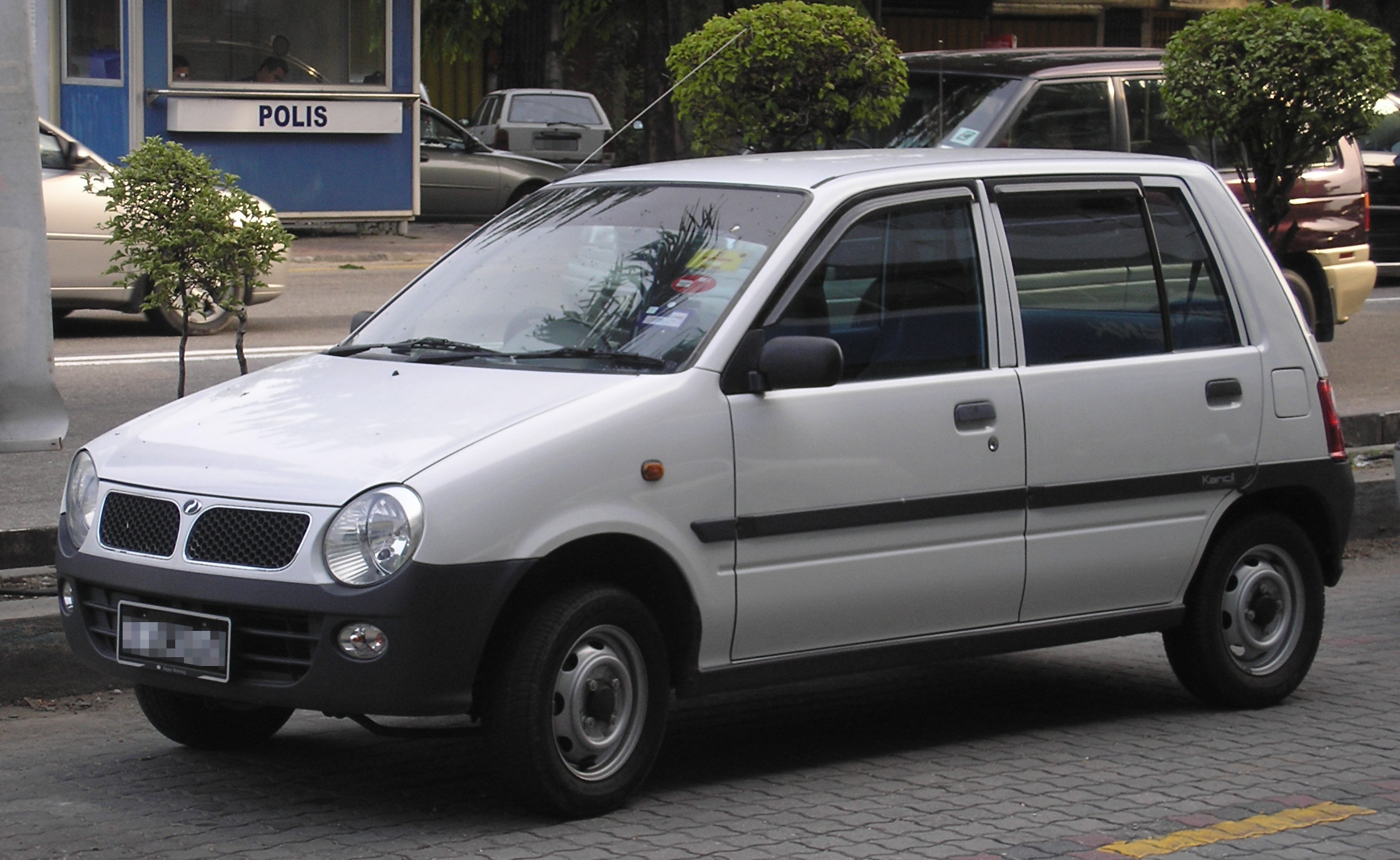
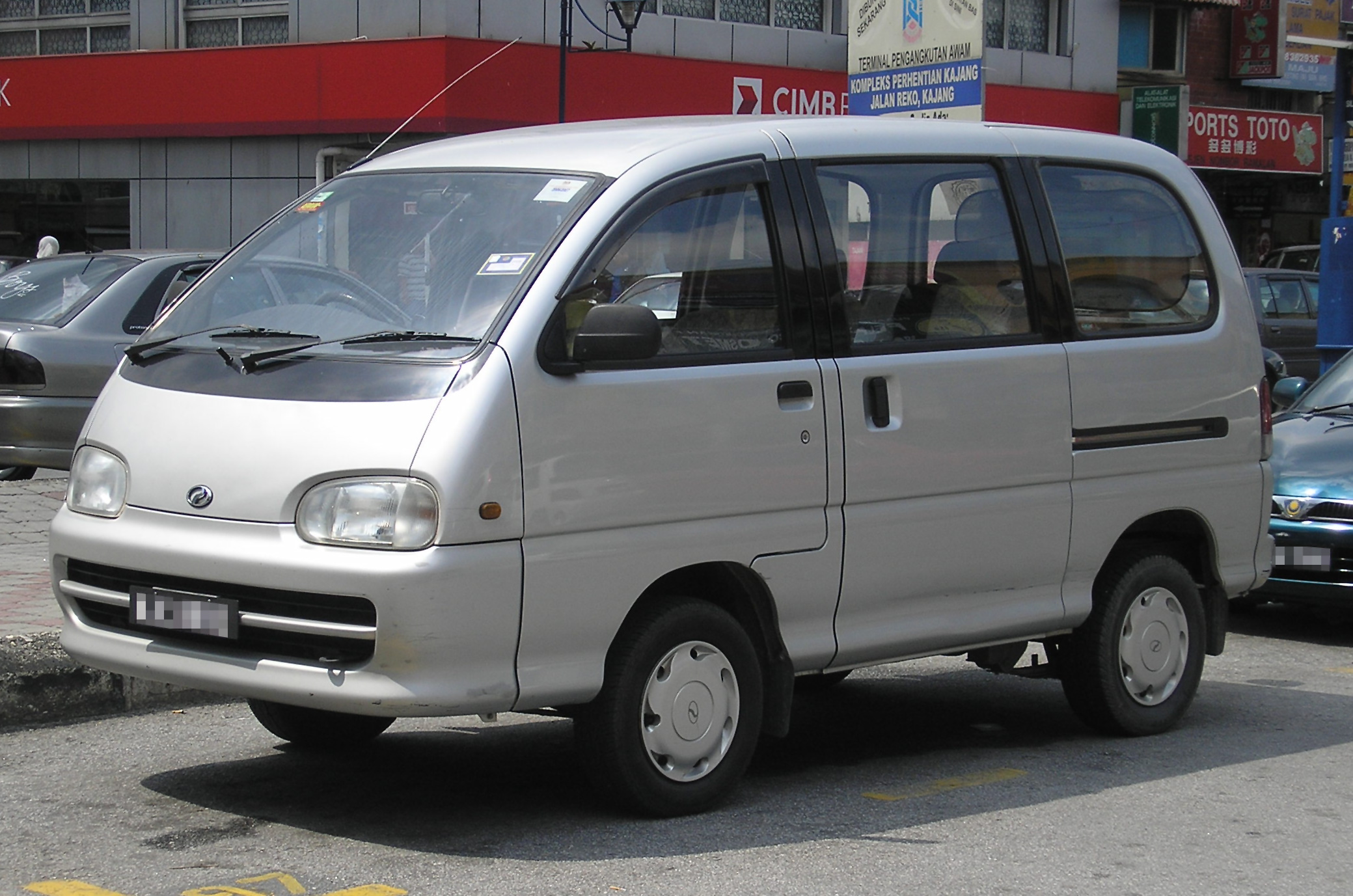
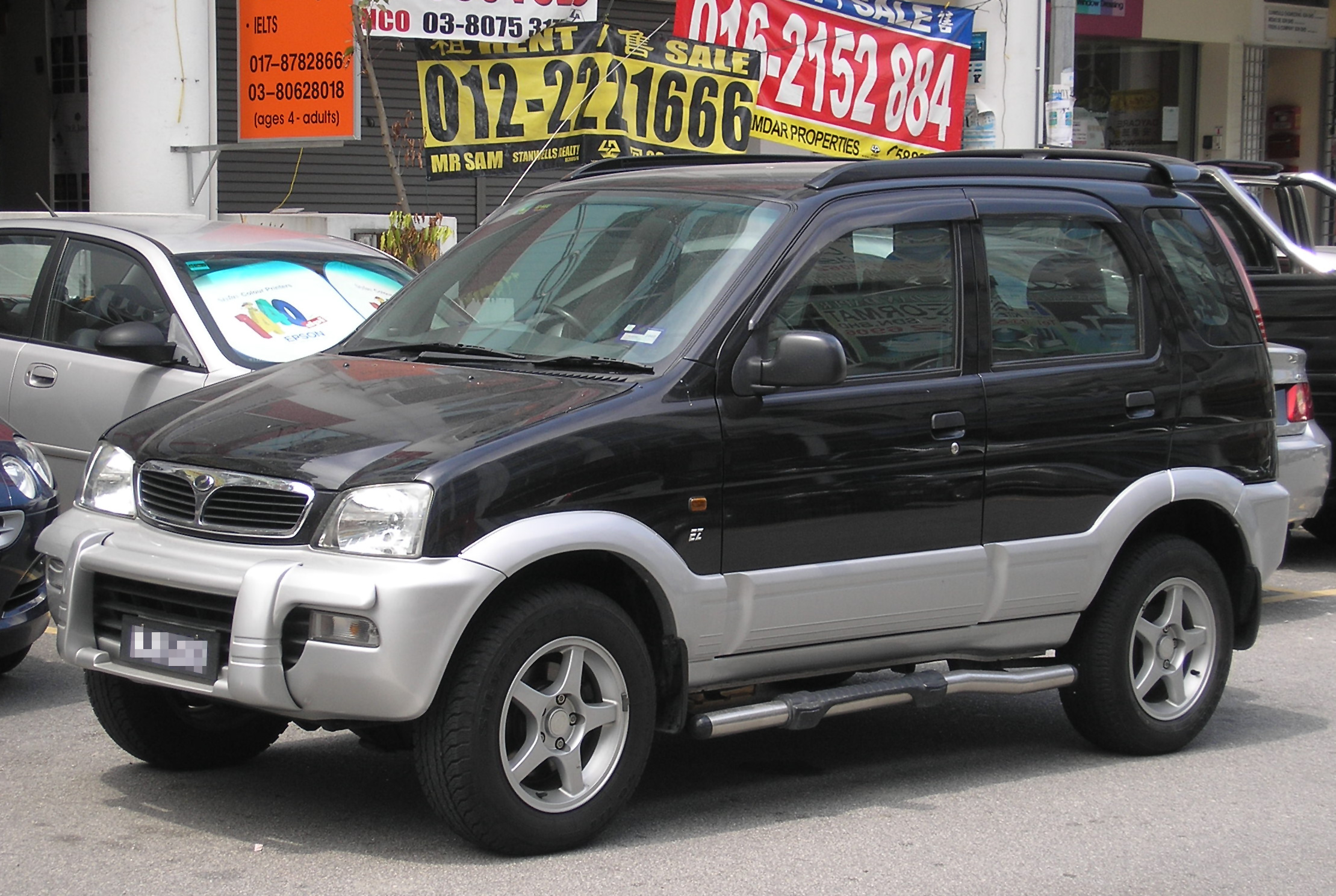
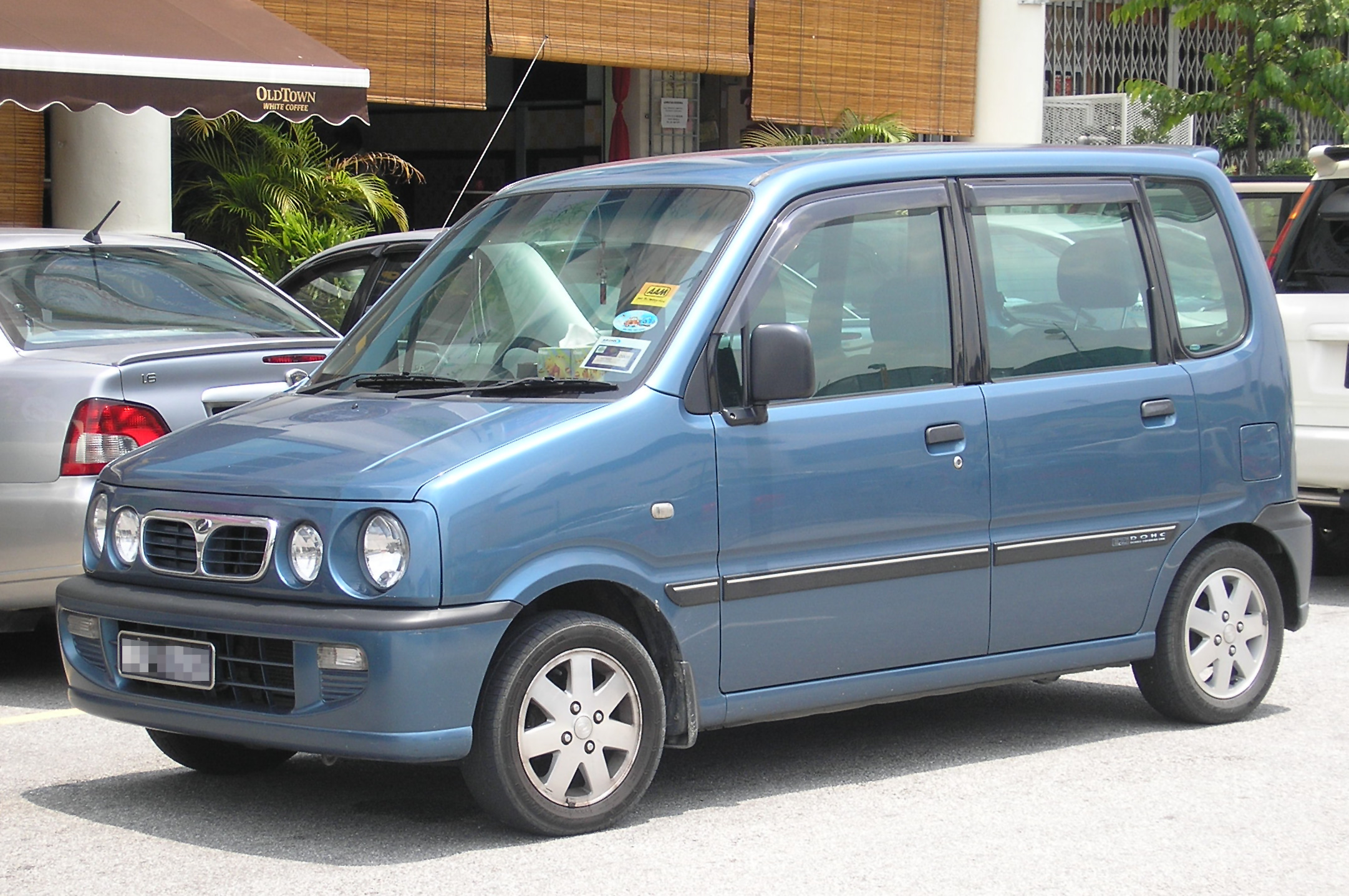
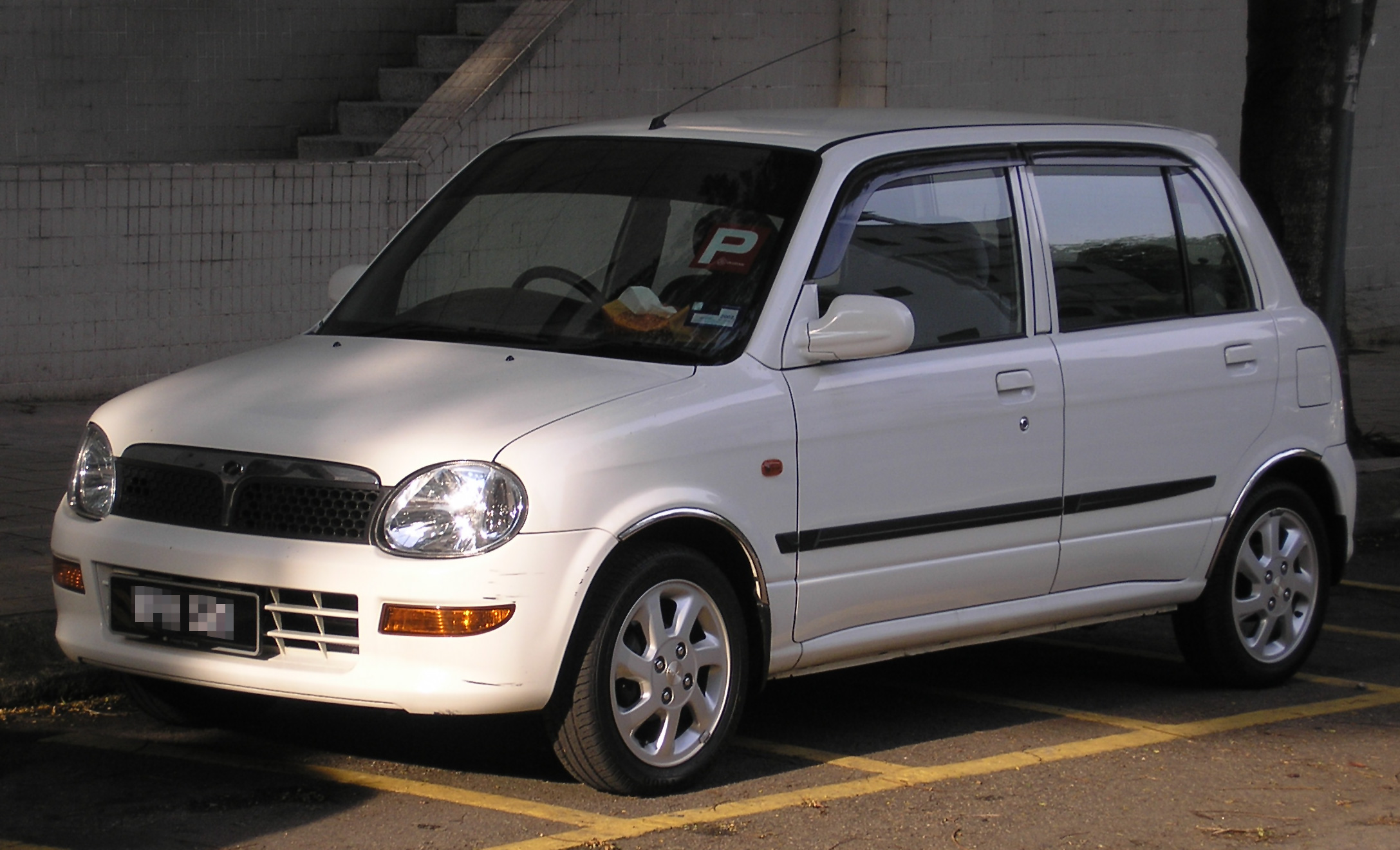
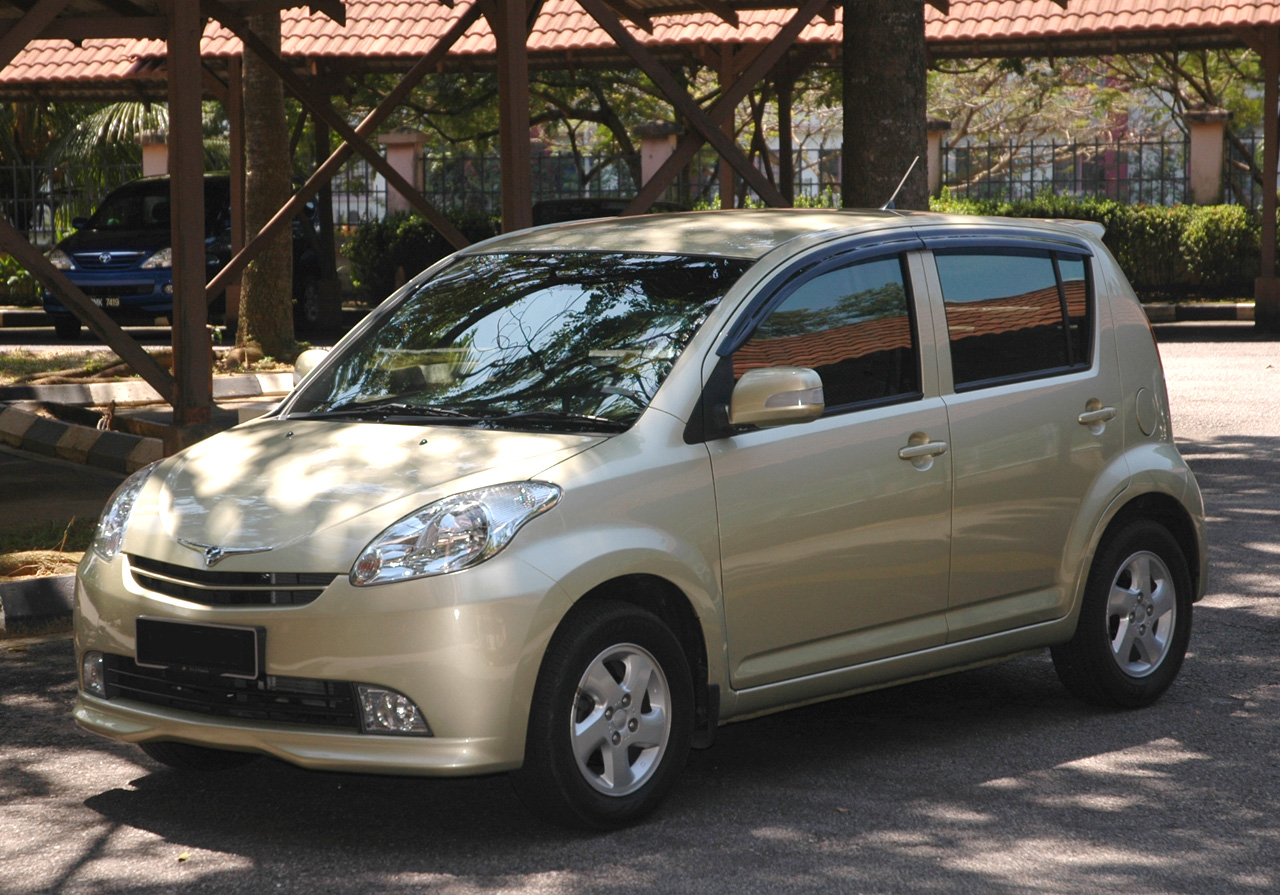
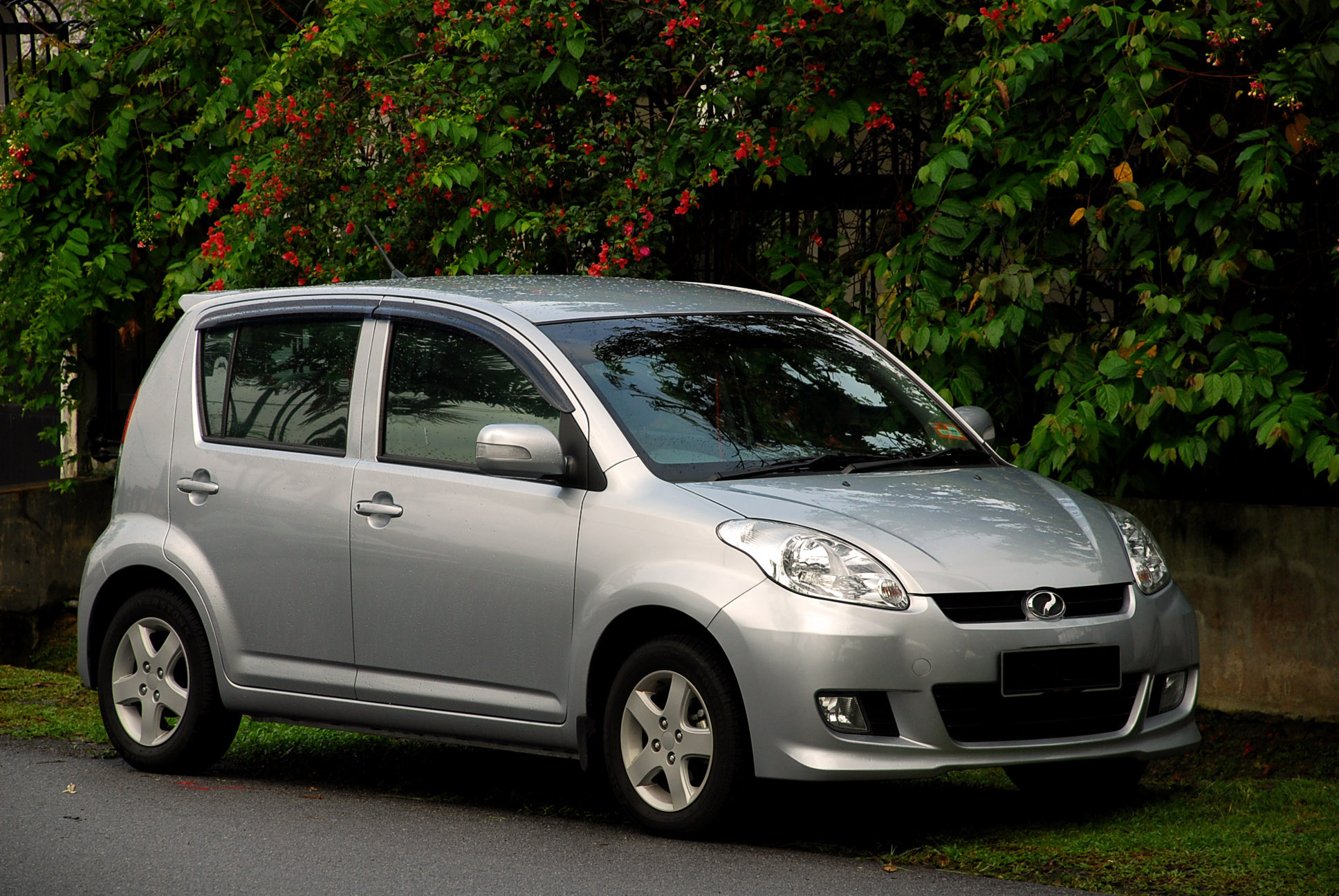
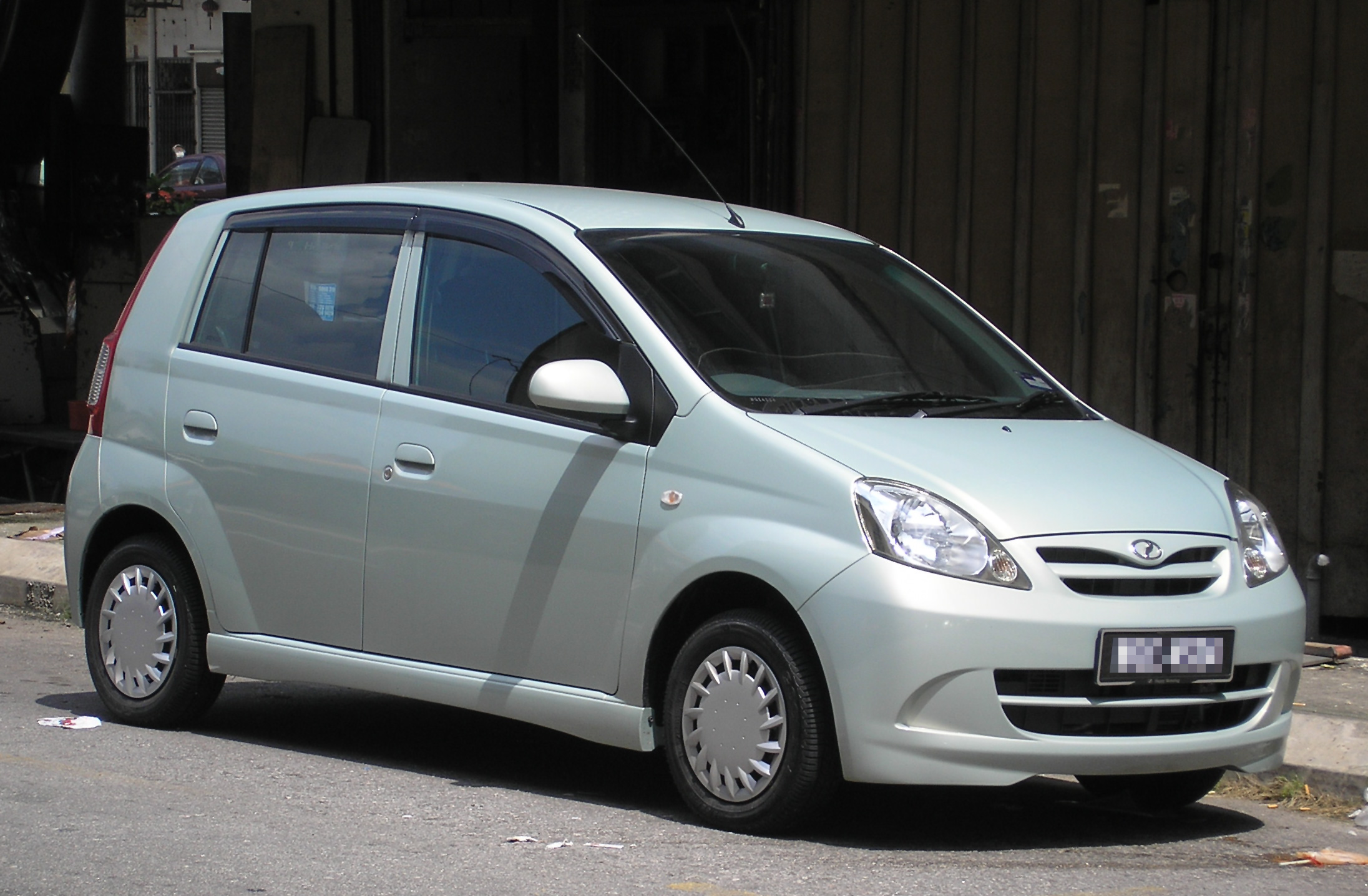
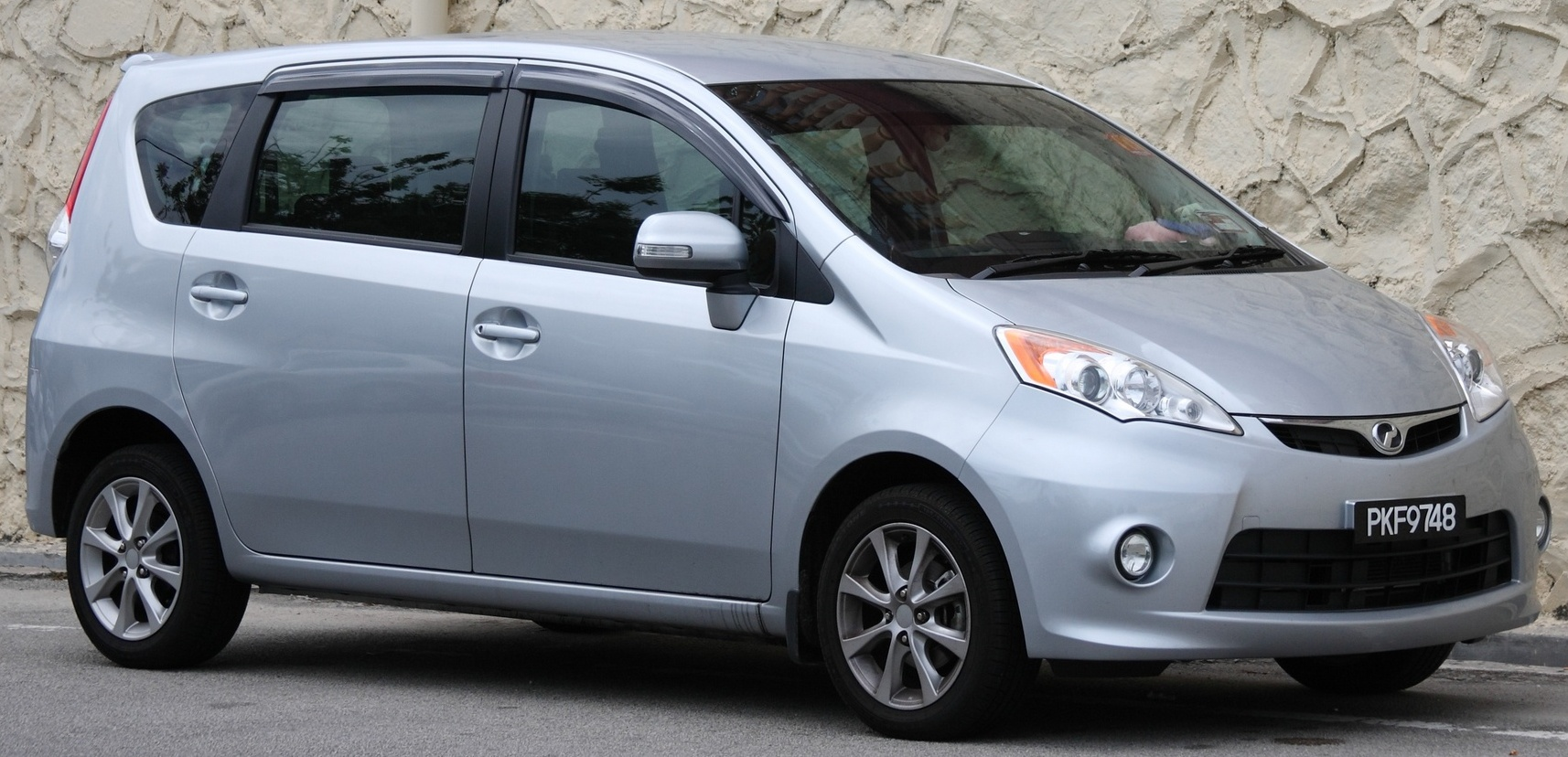

## مدل‌ها
- پرودوآ آلزا
- پرودوآ کناری
- پرودوآ کانچیل